# Robert O'Neill
Pour les articles homonymes, voir O'Neill et Robert O'Neill (homonymie).
Robert James O'Neill, né le 10 avril 1976 à Butte dans le Montana, est un ancien militaire et consultant-conférencier américain. Membre des SEAL, les forces spéciales de la marine de guerre des États-Unis, et en particulier de l'unité SEAL Team Six, il affirme être « l'homme qui a tué Oussama ben Laden » le 2 mai 2011 à Abbottabad lors de l'opération Neptune's Spear.

## Biographie
Robert O'Neill est né et a grandi dans la ville de Butte, dans le Montana. Dans sa jeunesse son père lui a appris la chasse et le tir de précision.
Entré à 19 ans dans la marine en espérant devenir tireur d'élite, après avoir obtenu son diplôme dans le lycée catholique de sa ville, il l'a quittée en 2012. Il compte près de « 400 missions et a servi sur quatre zones de combat », durant ses 16 années de services[réf. souhaitée]. Parmi ses autres fait d'armes, il est le premier commando à sauter en parachute pour mettre fin à la prise d'otage du Maersk Alabama. Il participe également au sauvetage de Marcus Luttrell, seul survivant de l'opération Red Wings.
Il a été décoré à 52 reprises dont deux Silver Stars et trois Bronze Stars. Il compte parmi les vétérans américains les plus décorés du pays.
Il sort de l'anonymat en 2014 dans le documentaire The Man Who Killed Osama Bin Laden de Fox News Channel mais le site Sofrep, spécialisé sur les questions militaires, a révélé son identité quelques jours avant. O'Neill explique son choix parce qu'il est « déçu par le sort réservé aux vétérans de l'armée » et avait déjà anonymement pris position en 2013 dans le magazine Esquire. Sa narration publique de ses missions se fait malgré le code de conduite des SEAL qui lui interdit de parler publiquement de ses actions.
Cependant, des journalistes citant des sources anonymes ayant connaissance des détails de l'opération, affirment que O'Neill n'est pas l'homme qui a abattu Ben Laden. Selon eux, c'est un marin anonyme, le point man (l'homme en tête de colonne) qui a tué ou gravement blessé ben Laden puis attrapé deux de ses épouses, craignant qu'elles ne portent des vestes explosives. O'Neill et un autre marin, Matt Bissonnette, auraient ensuite tiré sur Ben Laden alors qu'il convulsait sur le sol,,,. 
Auparavant, Matt Bissonnette avait été le premier participant à l'opération d'élimination d'Oussama ben Laden à publier ses mémoires, le livre No Easy Day (en) (2012) sous le pseudonyme de Mark Owen,.

## Documentaire
- (en) The Man Who Killed Osama Bin Laden, Fox News Channel, 2014.

## Postérité cinématographique
- Zero Dark Thirty (2012)
- Du sang et des larmes (2013)
- Capitaine Phillips (2013)